# Jemza (Fluss)
Die Jemza (russisch Емца) ist ein linker Nebenfluss der Nördlichen Dwina in der Oblast Archangelsk in Nordwestrussland.
Die Jemza hat ihren Ursprung im Rajon Plessezk, nordwestlich der Siedlung städtischen Typs Plessezk. Sie fließt in östlicher Richtung. Sie passiert die Kleinstadt Sawinski und das Raketenstartgelände Plessezk. Anschließend setzt sie ihren Lauf in nordöstlicher Richtung fort und erreicht kurz nach der Ortschaft Jemezk die Nördliche Dwina.
Die Jemza hat eine Länge von 188 km und entwässert ein Gebiet von 14.100 km². Ihre wichtigsten Nebenflüsse sind Tegra und Waimuga von links, sowie Mechranga und Bolschaja Tschatscha von rechts. Der mittlere Abfluss beträgt 70 m³/s.